# 國家高速網路與計算中心
國家高速網路與計算中心（英語：National Center for High-Performance Computing，全名財團法人國家實驗研究院國家高速網路與計算中心，簡稱國研院國網中心、國網中心）是中華民國的研究機構。1991年經行政院核准成立，1992年進駐新竹科學園區，1993年正式對外運轉提供高速計算服務時稱「國家高速電腦中心」，2003年改制為財團法人並改為現名，隸屬於國家實驗研究院。致力於高效能計算、儲存、網路、平台整合等技術，擁有全台灣最強大的高速計算能量和學術網路資源。設有三大分部，分別為新竹本部、台中分部、台南分部。2008年承接「挑戰2008：國家發展重點計畫」，引領建置台灣高品質學術研究網路（TaiWan Advanced Research and Education Network, TWAREN），並推動台灣知識格網（Knowledge Innovation National Grid, KING）。2023年在南科台南園區南科管理局旁興建「國網雲端資料中心」。

## 研發

### 超級電腦
國網中心的超級電腦「御風者」，在2011年6月發佈的TOP500全球最快超級電腦中，御風者排名第42名。
而同是國網中心的超級電腦台灣杉二號，目前為全臺灣最大運算能量的高速計算機，在2018發佈的TOP500全球最快超級電腦中，台灣杉二號排名第20名。
國網中心所建置的超級電腦，自1993年6月起即以第485名進入到TOP500排行榜裡，期間數次取得較佳的名次，分別為2002年6月以IBM系統（IBM Cluster 1350/1350A）得到TOP500第60名，2007年6月，以當時新完成的「IRIS（超級電腦）」拿到第35名，
之後因其他國家積極投資超級電腦，2009年11月被擠出500大行列，一直到2011年6月「御風者」才重返TOP500超級電腦排行榜名列第42名。
2012年6月18日，國網中心自主研發的超級電腦「Formosa 5」，於歐洲2012國際高速計算會議（ACM/IEEE Supercomputing Conference）中公佈之第39屆TOP500中，一舉拿下第232名，蟬聯挺進全球前五百大的佳績。2018年，「台灣杉二號」在TOP500中取得第20名，是目前最好的成績，能源效率Green500則排名第10。

## 外部連結
- 官方网站（繁體中文）